# Harry Bannink

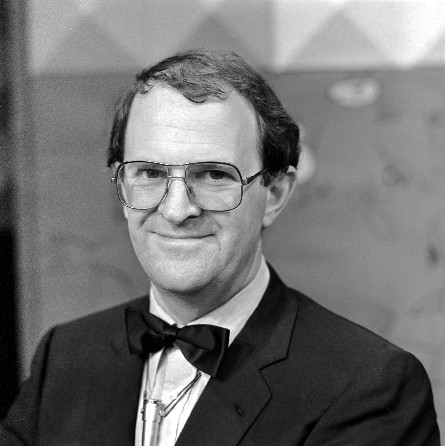
Harry Bannink (1978)

Harry Bannink, född 10 april 1929, död 19 oktober 1999, var en nederländsk kompositör, arrangör och pianist.
Bannink har i överlag skrivit runt 3000 sånger, men han ansåg sig själv inte vara en kompositör.
De flesta sånger har Annie M. G. Schmidt skrivit text till som sedan Bannink satte musik till.